# Aceria waltheri
Aceria waltheri är en spindeldjursart som först beskrevs av Hartford Hammond Keifer 1939.  Aceria waltheri ingår i släktet Aceria och familjen Eriophyidae. Inga underarter finns listade i Catalogue of Life.